# 천국과 지옥의 이혼
천국과 지옥의 이혼(The Great Divorce)은 영국의 소설가 C. S. 루이스의 작품으로 1945년에 출판되었다.  내용은 한 기독교인이 천국과 지옥에 대한 환상을 꿈을 통해 신학적으로 묘사한 것이다.  이 저서의 제목은 윌리엄 블레이크의 천국과 지옥의 결혼을 참고한 것으로 처음에는 영국 신문인 <가디언> 지에 실렸다가 나중에 책으로 출간되었다.